# Scouts tunisiens
Les Scouts tunisiens (arabe : كشافة تونسية) sont une association du mouvement scout en Tunisie. Elle est reconnue d'utilité publique par le décret n°182-77 du 16 février 1977.
Le mouvement revendique en 2004 près de 28 000 membres (19 236 scouts et 8 582 guides). Leur devise est « sois prêt » (كن مستعدا).

## Histoire
L'origine du scoutisme en Tunisie remonte à 1924 mais ce sont les Français qui ont structuré le mouvement dans le pays à partir de 1933. 
Elle entre au sein de l'Organisation mondiale du mouvement scout en 1957 et au sein de l'Organisation arabe du scoutisme dès sa création ; elle est aussi membre du Bureau arabe des guides depuis sa création, membre associé de l'Association mondiale des guides et des éclaireuses depuis juillet 1996, membre de l'Amitié internationale scout et guide depuis 1978, ainsi que membre de l'Union tunisienne des organisations de jeunesse et membre fondateur de l'Union maghrébine du scoutisme en 1959 et de l'Union des scouts parlementaires arabes en 1996.
En 2014, le ministère tunisien de l'Intérieur détourne des photos d'un camp de scouts à Menzel Ennour pour justifier une opération antiterroriste dans la région. En 2015, l'association annonce son exclusion de l'Organisation mondiale du mouvement scout pour ne pas avoir payé les frais d'inscription pendant deux ans. En 2018, les Scouts tunisiens refusent la participation des scouts israéliens au forum mondial organisé en Tunisie.
En 2022, l'ambassade des États-Unis en Tunisie finance à hauteur de 200 000 dollars les Scouts tunisiens dans des programmes d'ordre archéologique. Les Scouts tunisiens signent une convention de trois ans avec la Cité des sciences à Tunis pour accroître la diffusion de l'information scientifique dans le pays.

## Activités

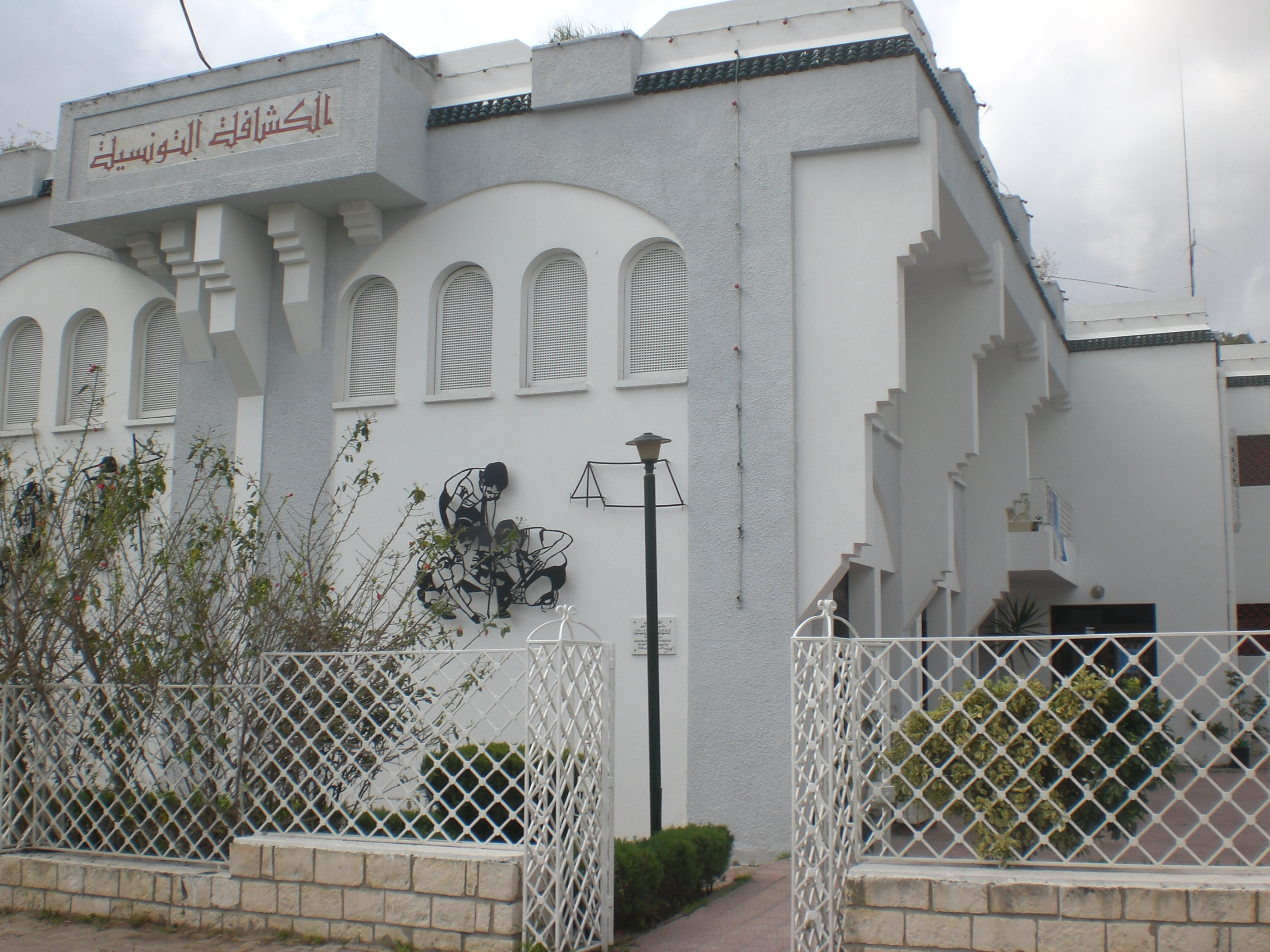
Siège des Scouts tunisiens à Tunis.

Les Scouts tunisiens sont connus pour leurs actions citoyennes, notamment dans le développement social avec un rôle accru dans les premières décennies qui suivent l'indépendance du pays. Les activités couramment développées sont la construction de bâtiments publics, principalement des écoles et des hôpitaux, la prise en charge des loisirs pour les orphelins, les campagnes d'alphabétisation et les secours d'urgence. Leur participation active à la campagne de sensibilisation au tabagisme leur vaut une distinction de l'OMS en 1995. Ils fonctionnent ainsi comme un auxiliaire de l'administration pour des activités de développement social. Si le mouvement est indépendant d'après ses statuts, il est en réalité placé sous la tutelle du ministère de la jeunesse et des sports, ce qui lui permet de percevoir des aides importantes et de faire financer ses équipements par l'État. De même, il peut bénéficier du réseau des maisons de jeunes à travers tout le pays. 
En 1976, Abdallah Zouaghi obtient le Loup de bronze, récompense exceptionnelle remise par le comité du mouvement scout international et distinguant des services rendus exceptionnels. En 2005 se tient à Hammamet la 37e conférence de l'Organisation mondiale du mouvement scout organisée pour la première fois dans un pays arabe.

## Organisation
- Sections masculines :

1. Louveteaux : entre 7 et 12 ans ;
2. Éclaireurs : entre 12 et 17 ans ;
3. Routiers : entre 17 et 23 ans ;

- Sections féminines :

1. Fleurettes : entre 7 et 12 ans ;
2. Guides : entre 12 et 17 ans ;
3. Routières : entre 17 et 23 ans.

Les scouts sont répartis sur trois niveaux de structures : 1 400 unités de base, 400 groupes et 24 comités régionaux.